# Die Maske 2: Die nächste Generation
Die Maske 2: Die nächste Generation  (Originaltitel: Son of the Mask) ist eine US-amerikanische Filmkomödie aus dem Jahr 2005 des Regisseurs Lawrence Guterman. Es ist eine Fortsetzung von Die Maske (1994).

## Handlung
Der nordische Gott Loki wurde von seinem Vater Odin auf die Erde gesandt, um endlich seine Maske zu finden, damit diese, nach all dem Schaden, den sie bereits angerichtet hat, nicht mehr für die Menschen gefährlich werden kann. Das Problem ist nur, dass er sie nicht findet und einer Attrappe nach der anderen reinfällt, was Odin immer stärker erbost. Derweil hat sich irgendwie Otis, der Hund der Averys, die Maske schnappen können und lagert sie als Trophäe bei sich zu Hause. Aber die Averys haben andere Probleme als sich um so etwas zu kümmern. So will Tonya unbedingt von Tim ein Kind, was dieser wiederum permanent ablehnt, will er doch erstmal im Beruf erfolgreich sein, bevor er Nachwuchs in die Welt setzt.
Und so nimmt der Comiczeichner Tim an der Halloween-Betriebsfeier seines Arbeitgebers Animagine teil, wobei er allerdings wider Willen und mangels Kostüm die Maske mit nimmt. Nichts ahnend, dass es sich um Lokis Maske handelt, setzt er sich diese auf und verwandelt sich sofort. Aber es ist hilfreich, denn er befördert nicht nur die Party auf ein neues Niveau, er wird selbst ebenfalls befördert und schwängert nachts auch noch Tonya. Nur leider ist es nicht sein Samen, den Tonya empfängt. Es ist der Samen der Maske. Und nach einer Schwangerschaft mit einigen seltsamen Vorkommnissen ist Odin überhaupt nicht begeistert, dass ein Kind der Maske geboren wurde, sodass er Loki erneut losschickt, nicht nur die Maske, sondern auch das Kind zu finden. Also beschafft Loki sich eine Liste mit allen Neugeborenen und sucht das Kind der Maske, was sich problematischer herausstellt als gedacht.
Auch Tim steht vor neuen Problemen. Nicht nur, dass er unter Zeitdruck seine Präsentation fertigstellen muss, Tonya verlässt ihn für eine Woche Richtung New York und lässt ihn mit Alvey alleine. Um in Ruhe arbeiten zu können, setzt er Alvey auch noch vor den Fernseher, wo dieser sich Cartoons wie Woody Woodpecker und Familie Feuerstein anschaut und Ideen bekommt, um Tim in den Wahnsinn zu treiben. Und mit seiner Macht, die er als Sohn der Maske hat, nutzt er dies aus und spielt all die Streiche nach. Doch auch Otis, der die Maske aus seiner Hundehütte ausgräbt, nutzt die Macht der Maske, um seinen Neid um die Gunst von Tim gegen Alvey aus zuspielen und ihn zu beseitigen, damit er wieder Tims einziger Liebling sein kann. Und so duellieren sich beide bis Otis aufgibt.
Inzwischen hat Loki Tim und Alvey gefunden und versucht mit allen Mitteln seine Maske wieder zu erhalten. Schlussendlich entführt er Alvey und fordert im Gegenzug die Maske. Doch als Tim und die aus New York zurückgekehrte Tonya ihm die Maske bringen, will er das Baby nicht wieder raus rücken, weswegen er mit Alvey flüchtet. Tim setzt sich daraufhin die Maske auf und folgt ihm durch die Stadt. Anschließend kommt es zu einem Duell der beiden, wo sie feststellen, dass sie über dieselben Kräfte verfügen und dementsprechend gleich stark sind, weswegen Loki vorschlägt, dass Alvey sich entscheiden soll, mit wem er leben will, mit Loki oder Tim. Aber da sich Alvey für Tim entscheidet, wird Loki so wütend, dass er versucht die ganze Familie Avery zu töten.
Aber Odin erscheint und hindert ihn daran, weil er glaubt, dass er erneut gescheitert ist, die Maske zu finden. Tim unterbricht diesen Streit, in dem Odin Loki seine Enttäuschung lautstark ausdrückt und übergibt die Maske mit dem Hinweis, dass man nur eine Familie hätte und man anfangen sollte, mit dieser zu leben. Odin und Loki sehen das ein, weswegen sie sich vertragen und friedlich wieder verschwinden, während Tim mit seiner Familie auch ein neues glückliches Leben neben beruflichem Erfolg, haben kann.

## Kritiken
Der Film erhielt extrem schlechte und vernichtende Kritiken. So zählte die Internetseite Rotten Tomatoes von 105 gewerteten professionellen Kritiken sechs positive, was einem Wert von 6 % entspricht. Auch vom breiten Publikum wurde der Film mit sehr schlechten Reaktionen aufgenommen, denn gleichzeitig bewerteten nur 16 % den Film positiv. Dies wiederum wird von der Internet Movie Database, einer weiteren Plattform, auf der normale User ihre Filmkritiken abgeben können, mehr als bestätigt, denn dort gaben ca. 60.000 Benutzer dem Film durchschnittlich 2,3 von 10 möglichen Punkten, wodurch der Film auf Platz 8 der 100 schlechtesten Filme aller Zeiten steht. (Stand: März 2025)
Nicht nur die Geschichte, die an die Komödie Mr. Mom erinnere, sei schwach, meinte Michael O’Sullivan in der Washington Post, sondern auch Jamie Kennedy „eine tragische Fehlbesetzung“. Das läge allerdings weniger an ihm als an dem „Material, was ihm geboten wird“.
Während im Vorgänger Die Maske noch gewisse vernünftige Grundregeln vorherrschten, wodurch der Film komisch wirkte, resümierte der renommierte Filmkritiker Roger Ebert in der Chicago Sun-Times, wäre Die Maske 2 gänzlich unkomisch und wäre einfach nur noch „unpassend, schockierend, untypisch, unhöflich und alles außerhalb jedes akzeptablen Verhaltens“.
In der liberalen Tageszeitung New York Times meinte Dana Stevens, dass Die Maske wenigstens noch eine Geschichte gehabt hätte, während Die Maske 2 „ein  unverbesserliches Durcheinander, ein computeranimiertes Kasperletheater ohne Witz, Herz und denkwürdigen Auftritt“ sei.
Das Lexikon des internationalen Films meinte, der als „Hommage an die Trickfilm-Kunst“ gedachte Film scheitere „an seiner groben Machart sowie dem vollständigen Mangel an Charme“. Lediglich „Ausschnitte aus alten Zeichentrickfilmen“ könnten überzeugen.

## Hintergrund
- Alvey schaut sich den Kurzfilm One Froggy Evening der Looney Tunes von 1955 an. Der Kurzfilm handelt von einem Frosch, der ganze Musikalnummern aufführt, aber immer nur vor einem Menschen. Und dieser Mensch will das jedem zeigen, aber der Frosch weigert sich bei allen anderen, weswegen er damit den Menschen in den Wahnsinn treibt.

## Auszeichnungen
Der Film war bei der Negativauszeichnung im Jahre 2006 acht Mal nominiert und wurde einmal ausgezeichnet:
- Goldenen Himbeere: Schlechteste Neuverfilmung oder Fortsetzung Erica Huggins und Scott Kroopf
- Nominierung: Schlechtester Film Erica Huggins und Scott Kroopf
- Nominierung: Schlechteste Regie Lawrence Guterman
- Nominierung: Schlechtestes Drehbuch Lance Khazei
- Nominierung: Schlechtester Schauspieler Jamie Kennedy
- Nominierung: Schlechteste Filmpaarung Jamie Kennedy und Jeder, der die Leinwand mit ihm teilen muss
- Nominierung: Schlechtester Nebendarsteller Alan Cumming
- Nominierung: Schlechtester Nebendarsteller Bob Hoskins

## Veröffentlichung
Son of the Mask startete am 18. Februar 2005 in den US-amerikanischen Kinos und landete mit 7,5 Mio. US-Dollar Einspielergebnis als drittbester Neueinsteiger hinter Constantine und Winn-Dixie – Mein zotteliger Freund auf Platz 4 der Kinocharts. Insgesamt kam der Film bei einem Produktionsbudget von 84 Mio. US-Dollar auf ein Einspielergebnis von 57 Mio. US-Dollar, darunter 17 Mio. in den USA und 0,5 Mio. US-Dollar in Deutschland, weswegen Die Maske 2 als Flop gilt. In Deutschland startete der Film am 10. März 2005 und ist seit dem 26. August 2005 als DVD erhältlich.